# Isla Adak
La isla Adak (en inglés: Adak Island; en auletiano: Adaax) es una isla cerca del punto más occidental del grupo de las islas Andreanof que a su vez son parte de las islas Aleutianas, ubicadas en el estado de Alaska. La ciudad más austral de Alaska, Adak, se encuentra en la isla. La isla tiene una superficie de 711,18 km² (274.59 millas cuadradas), por lo que es la isla vigésimo quinta (25) isla más grande de los Estados Unidos.
Debido a fuertes vientos, la nubosidad frecuente y las temperaturas frías, la vegetación es sobre todo tundra (gramíneas, musgos, bayas, y las plantas con flores de baja altitud) en elevaciones más bajas. El punto más alto es el monte Moffett, cerca del extremo noroeste de la isla, con una altura de 3924 pies (1196 m). Está cubierto por la nieve la mayor parte del año.
La palabra Adak proviene de la palabra aleutiana «adaq», que significa "padre".